# Draadarmige slangster
De draadarmige slangster (Amphiura filiformis) is een slangster uit de familie Amphiuridae. De wetenschappelijke naam van de soort werd in 1776 gepubliceerd door Otto Friedrich Müller. Het wordt gevonden op de zeebodem in het noordoosten van de Atlantische Oceaan en aangrenzende zeeën tot een diepte van 200 meter.

## Beschrijving
De draadarmige slangster heeft een centrale schijf tot 10 mm in diameter en vijf slanke armen die tot 100 mm lang zijn. De aborale (bovenkant) van de schijf is bedekt met fijne schubben, maar er zijn er geen aan de orale (onderkant) zijde. De algemene kleur van deze slangster is grijsachtig of roodbruin en is bioluminescent en straalt een blauwachtig licht uit.

## Verspreiding en leefgebied
De draadarmige slangster wordt gevonden in de noordoostelijke Atlantische Oceaan, de Noordzee, de Ierse Zee, de Middellandse Zee en de Adriatische Zee op een diepte tussen 5 en 200 meter. Het leeft op zand en modderige zandbodems waarin het zich ingraaft tot een diepte van ongeveer 5 cm. 

## Biologie
De draadarmige slangster leeft ondergedompeld in zacht substraat met een deel van zijn armen die boven het oppervlak van het zand uitsteken voor filtervoeding en gasuitwisseling. Het voedt zich voornamelijk met zoöplankton, maar verbruikt indien nodig ook sediment en organisch afval (detritus). De armen worden ook gebruikt voor het verwijderen van sediment uit het hol.
De jongeren bereiken de volwassenheid op de leeftijd van drie tot vier jaar en men denkt dat de levensduur twintig jaar kan zijn. Het paaien vindt plaats tussen juli en september in de Ierse Zee, maar duurt langer in de Middellandse Zee. Vrouwtjes laten grote aantallen eieren los in de zee waar ze worden bevrucht. De larven zijn planktonisch en drijven met de stroming mee. Ze kunnen ongeveer 88 dagen overleven voordat ze zich op de zeebodem vestigen en een metamorfose ondergaan tot juvenielen.  Er is berekend dat ze in deze tijd ongeveer 10 kilometer kunnen reizen en dit stelt de draadarmige slangster in staat om zijn bereik uit te breiden, of gebieden te herkoloniseren waar het massale sterfgevallen heeft geleden, zoals gebeurde bij een koude-gerelateerde gebeurtenis in de Duitse Bocht in 1977. De mortaliteit is erg hoog onder pas gesettelde jongen, misschien omdat ze zichzelf pas kunnen begraven als ze een bepaalde grootte hebben bereikt.